# 飾頭龍屬

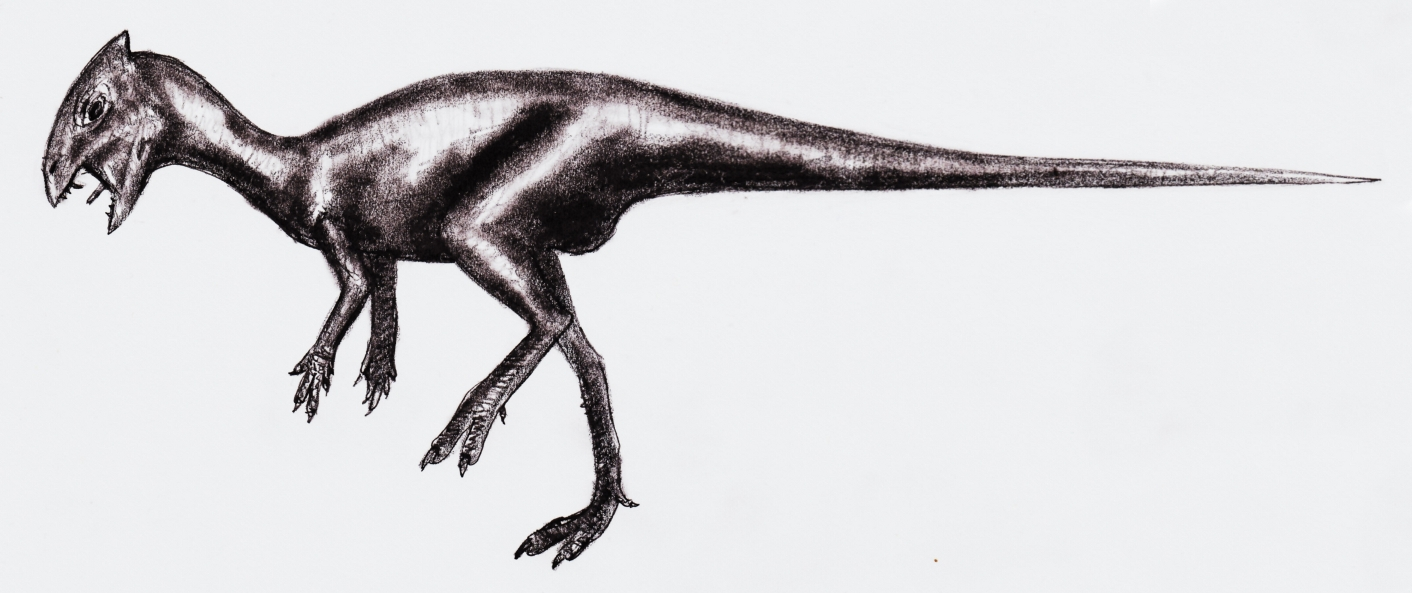
飾頭龍的想像圖

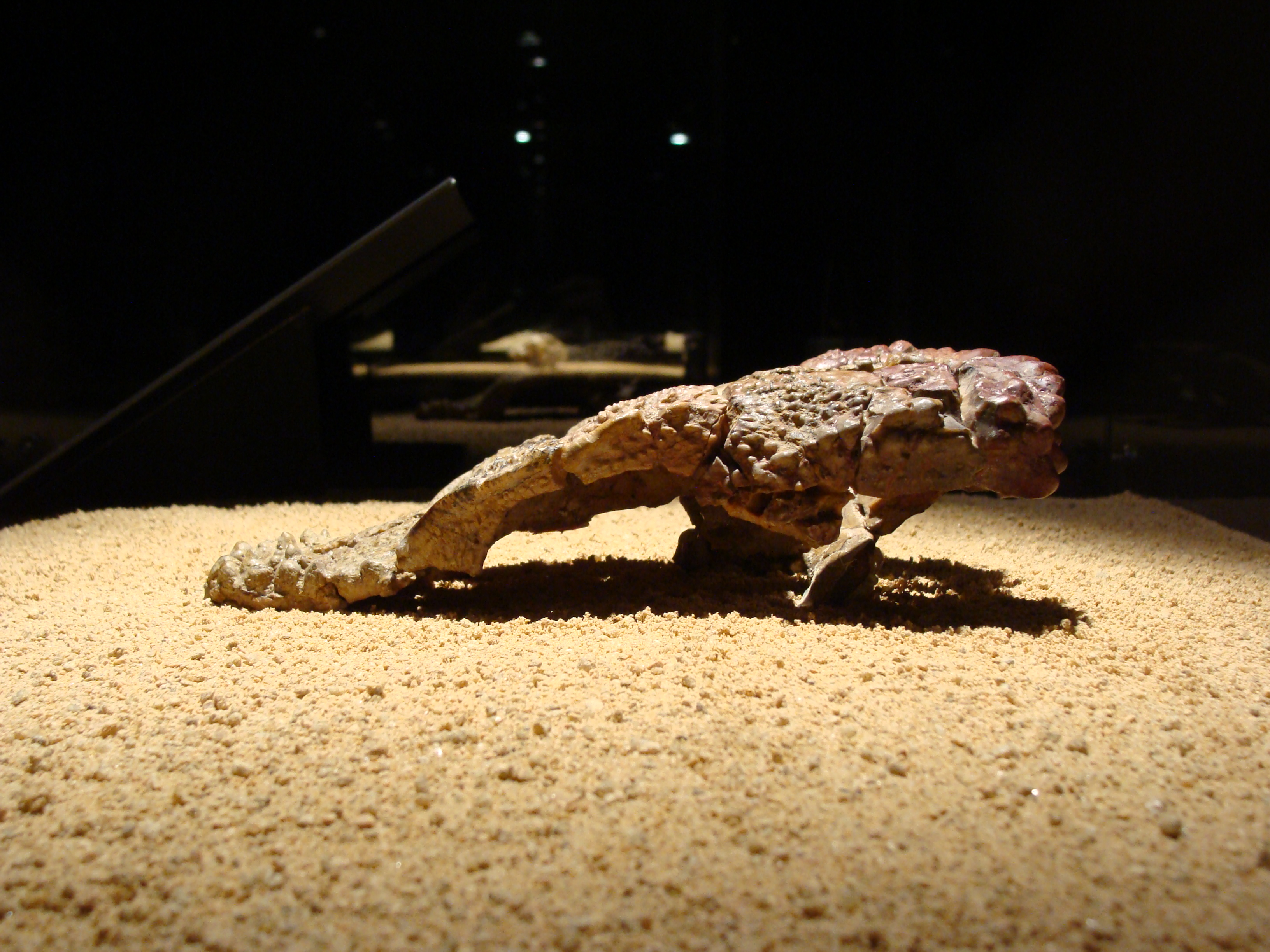
飾頭龍的顱頂側面

飾頭龍屬（學名：Goyocephale）是厚頭龍科下的一屬恐龍，生活於上白堊紀的蒙古。如同其他的厚頭龍科，牠有著厚的頭顱骨。飾頭龍被估計可能有10-40公斤重。
飾頭龍的模式種是拉氏飾頭龍（G. lattimorei），由Halszka Osmólska等人於1982年正式命名及描述。牠的化石是一個不完整的頭骨、下頜、以及顱後碎片。頭骨與平頭龍、傾頭龍的頭骨大小接近。與平頭龍的相同處有：顱頂平坦、上顳孔發展良好、以及節狀凸起。但兩者的身體比例不同。